# Печински, Доминика
Домини́ка Мари́я Печи́нски (пол. Dominika Maria Peczynski; род. 20 сентября 1970 года, Варшава, ПНР) — шведская певица, модель и телеведущая. Участница популярной музыкальной группы «Army of Lovers».

## Биография
Родилась в Варшаве в семье мужчины поляка и женщины русско-еврейского происхождения. В семилетнем возрасте переехала в Стокгольм. В молодости тяготела к движению хиппи, работала в стокгольмских модельных агентствах. Жила в Праге, Тель-Авиве, Лос-Анджелесе, занималась стриптизом и сексом по телефону. В рамках последнего занятия она познакомилась с музыкантом Александром Бардом.
В 1992 году Доминика по приглашению Барда примкнула к созданному им шведскому поп-коллективу Army of Lovers, дебютировав с песней «Hasta Mañana» (кавер-версия песни группы ABBA). К тому времени она была хорошо знакома не только с Александром, но и с остальными членами группы: Жаном-Пьером Барда, который учился с Доминикой в одной школе, а также с Камиллой Хенемарк, покинувшей коллектив вскоре после прихода Доминики, и пришедшей незадолго до неё Микаэлой де ла Кур — обе они работали с Доминикой в модельном агентстве Камиллы Тулин.
После распада «Army of Lovers» в 1996 году Доминика работала в качестве телеведущей как в пределах Швеции («Through The Key Hole», «Genom Nyckelhelet»), так и за рубежом («The Big E», «Scandinavian Summer»), в том числе, ведя свою собственною программу «Dominika’s Planet», которая транслировалась в Великобритании. В 1998 году она приняла участие в фотосессии для шведской версии журнала «Playboy».
5 августа 2000 года Доминика родила дочь Ханну. С 2005 года участвует в музыкальном поп-проекте «Nouveau Riche».
В 2011 году Доминика и Ла Камилла объединились для принятия участия в записи композиции Don’t Try to Steal My Limelight, основным исполнителем которой стал шведский травести Miss Inga. На песню был также снят видеоклип.
В 2011 году родила сына Гарри.
В 2013 году снова присоединилась к возрожденной Army of Lovers, заменив Ла Камиллу.